# Kruis van Gero

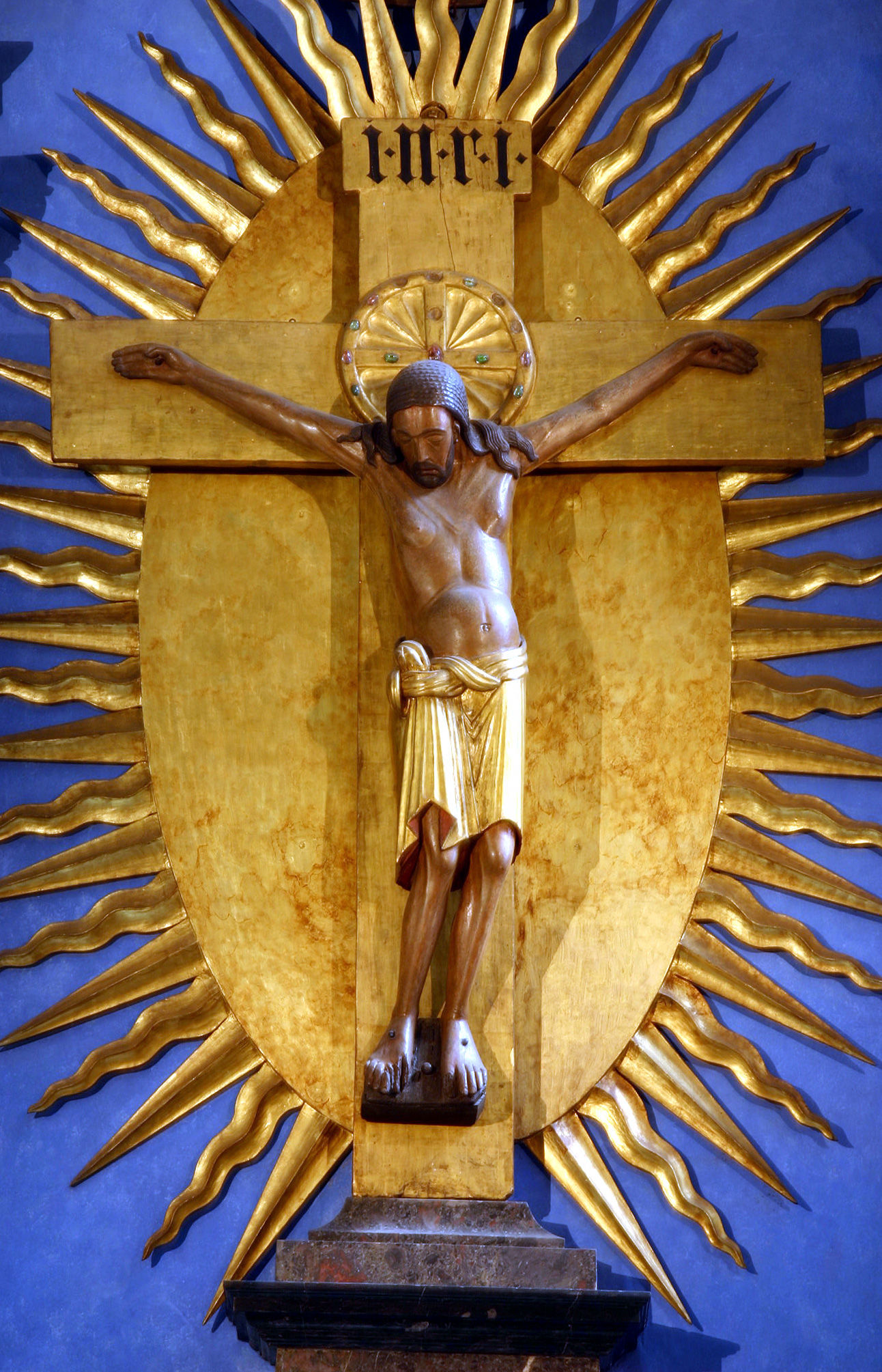
Het kruis van Gero

Het kruis van Gero (ook Gero-crucifix; Duits: "Gero-Kreuz") is het oudste grote beeldhouwwerk van de gekruisigde Christus ten noorden van de Alpen. Het dateert uit de periode 965 tot 970. Het kruis van Gero is altijd tentoongesteld geweest in de Dom van Keulen. 
Het werk werd in opdracht van aartsbisschop Gero van Keulen vervaardigd. Deze bisschop stierf in 976, waardoor een terminus ante quem voor het werk wordt gegeven. Het werk is gesneden uit eikenhout. Het werd geschilderd en gedeeltelijk verguld - zowel het schilderwerk als het verguldsel is niet meer origineel. De halo en kruis-stukken zijn origineel, maar de barokke omgeving werd in 1683 toegevoegd. Het werk is 1 meter 87 hoog met een spanwijdte van de armen van 165 cm.

## Geschiedenis

### Ontstaan
De vermeende opdrachtgever van het kruis van Gero is de aartsbisschop van Keulen Gero. Hij reisde in 971 in opdracht van keizer Otto I de Grote naar Constantinopel (het huidige Istanboel), om daar een dochter van de Byzantijnse keizer als bruid voor de keizerszoon Otto, de toekomstige keizer Otto II te  bemachtigen. Na langdurige onderhandelingen bracht hij uiteindelijk het twaalfjarige nichtje van de vorige keizer, Theophanu mee terug naar het Heilige Roomse Rijk. Zij had talrijke kunstenaars en ambachtslieden in haar gevolg. Dezen droegen bij aan de groeiende invloed van de Byzantijnse kunst in het Oost-Frankische Rijk. Tijdens zijn lange verblijf in Constantinopel had Gero de lokale kunst zelf waarschijnlijk goed genoeg leren kennen om zijn door de Byzantijnse kunst beïnvloede smaak in het ontwerp van het kruis te laten verwezenlijken.  
Het kruis werd in de tweede helft van de 10e eeuw door een onbekende kunstenaar vervaardigd. Vanwege de herkomst van het hout is het zeker dat het kruis in Keulen of directe omgeving is vervaardigd. Het kruis werd in de oude kathedraal, de voorloper van de huidige Dom van Keulen, in het midden van het schip bij de sarcofaag van zijn stichter Gero opgesteld.
De kroniekschrijver Thietmar van Merseburg berichtte in zijn kroniek uit het begin van de 11e eeuw van het kruis en een daarmee samenhangend wonder door Gero, die een scheur in het hoofd van de beeldhouwwerk door het inleggen van een gewijde hostie en een relikwiesplinter in combinatie met vurige gebeden zou hebben doen verdwijnen:

De houten Crucifix, die nu midden in de kerk op zijn graf staat, liet hij [Gero] kunstvaardig maken. Toen hij echter een scheur in zijn hoofd opmerkte, heelde hij deze zonder eigen tussenkomst door de opperste kunstenaar van zoveel heilbrengende hulp [aan te roepen]. Een deel van het lichaam van de Heer, onze enige troost in alle noden, verenigde hij met een deel van het heilbrengende kruis, legde deze in de spleet, wierp zich ter aarde en riep de naam van de Heer vurig aan; toen hij weer opstond, had hij door zijn deemoedige lofprijzingen de genezing bewerkt.

### Latere vermeldingen en gebeurtenissen

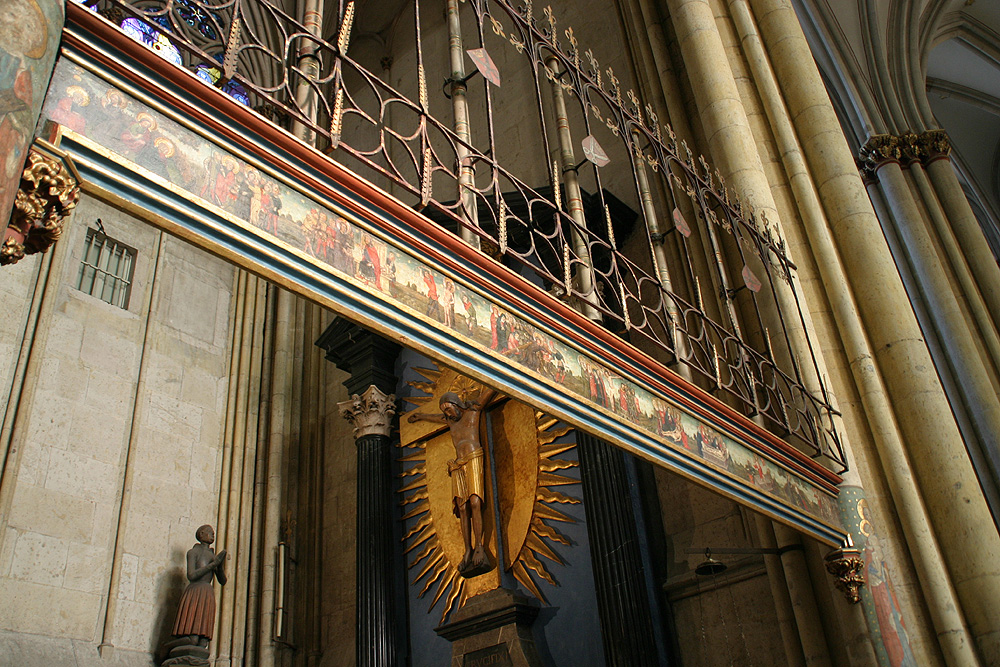
Kleermakersbalk voor de kruiskapel, rond 1351

Nadat in augustus 1248 de eerste steen voor de nieuwe gotische kathedraal was gelegd, brandde de Karolingische kathedraal bij de afbreekwerkzaamheden helemaal af. Het kruis van Gero overleefde deze brand en wordt sinds 1270 opgesteld in de kapellenkrans van het nieuwe kerkgebouw, waarschijnlijk boven het altaar van de Stefanus-kapel. Op deze plaats bevindt zich heden ten dage nog de sarcofaag van Gero.
Uiterlijk in 1351 werd het kruis naar de oostelijke muur van de kruiskapel verplaatst. Op deze plaats hangt het nog steeds. Dit blijkt uit een stichtingsakte, waarin een door het kleermakersgilde opgerichte Heilige Kruis Broederschap aan de dom een kaarsenbalk (de "kleermakersbalk") doneert, die vandaag de dag nog steeds voor de kruiskapel hangt; daarbij is sprake van een ante introitum chori versus altaren s. crucis, een paar decennia wordt over deze gebeurtenis het volgende geschreven: 

Wilche broiderschaft haint sij gemacht ind gestift in die ere des almeichtigen goitz und des heiligen cruizes, bewilligt auch, dat sieh einen balken mit vunf kerzen bij des heiligen cruz altair setzden. […] vur dem heiligen sacrament, dat da steit in dene houfde des heiligen crutz in deme Dome…

In de 14e-eeuwse vita van Irmgard van Suchtelen wordt het kruis van Gero ook genoemd, de legende bericht dat tijdens haar derde pelgrimstocht naar Rome een kruis in een plaatselijke kerk haar heeft gevraagd de "groeten" te doen aan het kruis van Gero in Keulen. Ook hier is sprake van het kruis ... in ecclesia S. Petri prope sacristiam en later in een vertaling van ... in St. Peterskirchen zu Collen vur de gherkammere, dat wil zeggen vanaf een locatie voor de sacristie; de ingang naar de sacristie bevindt zich aan de noordmuur van de kruiskapel.

## Datering

### Aan de hand van de kunstgeschiedenis

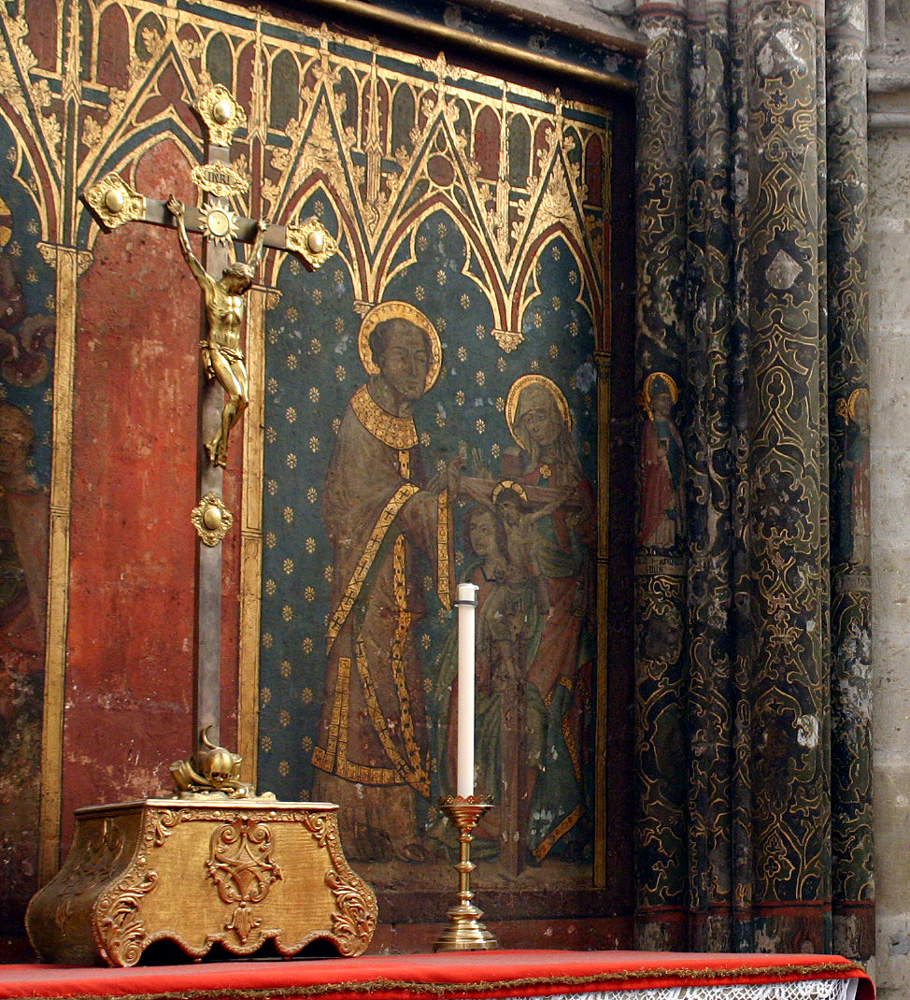
Altaarretabel uit de 11e eeuw in de St. Stephanuskapel. Rechts de weergave van het wonder van aartsbisschop Gero; links de oude locatie van het kruis. Aan de bovenkant is de retabel overgeschilderd met een raamwerk van bogen.

In de kunstgeschiedenis was het verband tussen de Gero-legende en het Gero-kruis in de 19e eeuw niet meer bekend; zo overschilderde de restaurateur Willem Batzem het altaarstuk in de Sint Stephanuskapel (zie foto), met een raamwerk van bogen, zodat niet meer duidelijk was dat het kruis eens in het midden voor het lege rode oppervlak had gestaan.
Pas in 1924 en 1930 maakte Richard Hamann stijlvergelijkingen met verschillende Ottoonse  sculpturen, waaronder de precies gedateerde Bernwarddeur uit de dom van Hildesheim, die uit 1015 dateert. Hij bracht in twee werken de Thietmar-beschrijving opnieuw in verbinding met het Gero-kruis in Keulen. Hamanns vroege datering als 10e-eeuws was een doorbraak, aangezien het Gero-kruis tot dan toe als 12e-eeuws werd gezien (onder andere door Beenken).
De lichtblauwe achtergrondkeur achter het altaar dateert pas uit het jaar 1976, Paul Clemen beschreef de achtergrond in 1937 nog als rood.

### Dendrochronologische datering
In 1976 werd het kruis omwille van de restauratie van het barokaltaar afgenomen; het corpus werd voor een veelomvattend onderzoek en conservering van het kruis losgemaakt. Voor het eerst kon het beeld vanuit het achterkantsperspectief gedetailleerd worden beschreven. Tegen de aanvankelijke bezwaren van de landsconservator en andere professionals in, die schade aan het kunstwerk vreesden, werd bij deze gelegenheid niet alleen het kruis, maar ook het corpus aan een dendrochronologisch onderzoek onderworpen. Dit onderzoek bevestigde in essentie de vroege datering uit het einde van de 10e eeuw.
De dendrochronoloog Ernst Hollstein, die verbonden was aan het Rheinische Landesmuseum Trier voerde het onderzoek aan het kruis en het corpus uit, om zo tot een nauwkeurigere datering te komen. Voor dit doel kon hij aan de bovenkant van het kruis 209 opeenvolgende jaarringen zeer nauwkeurig meten. Bij het corpus kon hij op verschillende plaatsen de jaarringen tellen en zo tot een bruikbare schatting komen. Daarnaast kon hij in een regionaaldiagnose het groeigebied van de gebruikte eik begrenzen tot het grondgebied van het aartsbisdom Keulen - met grote waarschijnlijkheid stamde het hout uit het  noordelijke deel van Eifel, maar ook een oorsprong in de omgeving van Wiedenbrück kan niet volledig worden uitgesloten.

### Onderzoek aan het kruis
Uit het onderzoek aan het kruis is gebleken dat de eik ongeveer 250 jaar oud was toen zij werd geveld. Het uitgangspunt voor de datering was het bewezen feit dat het kruis ten laatste in 1683 bestond, en daarnaast de aanname dat het kruis niet voor 800 kon zijn gemaakt. Een significante overeenkomst van de 209 jaarringen met de West-Duitse eikenchronologie werd gemeten voor de jaren 757-965. Hollstein ging er op grond van zijn ervaring van uit dat bij het maken van de kruis niet veel meer dan het nutteloze spinthout van de stam werd verwijderd; het jaar dat de eik werd geveld valt daarom met zekerheid in de jaren  971-1012. Dit was in zoverre een significant resultaat dat kunsthistorici het kruis tot dan toe duidelijk later hadden gedateerd. Het blijft natuurlijk mogelijk, al hoewel zeer onwaarschijnlijk, dat het hout een paar honderd jaar is blijven liggen voordat het kruis van Gero eruit werd geproduceerd.

### Onderzoek aan het corpus
Het onderzoek van de beeldhouwwerk was ingewikkelder, omdat men op restauratieve gronden geen monsters kon nemen en ook niet zo'n groot aantal aaneengesloten jaarringen kon meten als bij het kruis. Exacte waarden werden alleen verkregen voor de jaarringen tussen 647-779, verdere jaarringsequenties werden op basis van foto's gemeten en geschat. De groeifase van de eik begon zo rond 570; de boom werd ongeveer 400 jaar oud. Hollstein schatte de ouderdom van het hout van de kruin aan de voorkant van het beeld, het deel van het beeldhouwwerk dat het meest aan de buitenkant lag, op grond van deze bevindingen als stammend uit rond het jaar 940. Ook hier ging hij er op grond van ervaring en met hoge waarschijnlijkheid van uit dat alleen de 25 jaar buitenste laag splinthout werd verwijderd en dat niet veel van het hoge kwaliteit kernhout werd verspild. Daaruit volgt dat de boom rond 965 werd gekapt. Vanwege de genoemde beperkingen bij het onderzoek acht Hollstein de datering van het beeldhouwwerk vanuit wetenschappelijk oogpunt echter als minder zeker dan die van het kruis. Hij typeert zijn schatting als "waarschijnlijk".

## Voetnoten
1. ↑   Schiller, blz. 140-42
2. ↑  Thietmar III, 2, geciteerd naar een vertaling uit het Duits door Werner Trillmich
3. ↑  Ludwig Kröger, Das Gero-Kreuz im Kölner Dom
4. ↑   Paul Clemen: Die Kunstdenkmäler der Stadt Köln. Der Dom zu Köln, 1938, blz. 243
5. ↑  Christa Schulze-Senger, Bernard Matthäi, Ernst Holstein, Rolf Lauer:  Das Gero-Kreuz im Kölner Dom. Ergebnisse der restauratorischen und dendrochronologischen Untersuchung im Jahre 1976 in: Jahrbuch der rheinischen Denkmalpflege, 32, 1987, blz. 42